# Arno Jaudzims
Arno Jaudzims  (* vor 1965) ist ein deutscher Wirtschaftswissenschaftler und Hochschullehrer.

## Leben
Jaudzims studierte von 1965 bis 1969 Wirtschaftswissenschaften an der Universität Köln. Anschließend absolvierte er ein Lehramts-Referendariat in Hildesheim. Nach kurzer Tätigkeit an der Handelslehranstalt Burgdorf trat er 1973 den Dienst an der Fachhochschule Hannover (FHH, jetzt: Hochschule Hannover) an, wo ihm 1976 der Titel „Professor an einer FH“ verliehen wurde. 1979 folgte die C2-Professur. 1985 promovierte er an der Leibniz Universität Hannover, worauf ein Jahr später die C3-Professur erfolgte.
Später war er Gründungspräsident der durch Fusion entstandenen Fachhochschule Oldenburg/Ostfriesland/Wilhelmshaven.

## Ämter
- 1984–1988: Dekan des damaligen Fachbereichs Milch- und Molkereiwirtschaft der FHH
- 1988–1990: Prorektor der FHH
- 1990–1992: Rektor der FHH
- 1994–2004: Präsident der FHH
- ab 1995: Sprecher der Arbeitsgemeinschaft Niedersächsischer Fachhochschulleitungen (ANF)
- ab 1997: stellv. Vorsitzender der Landeshochschulkonferenz Niedersachsen
- 1997–2001: Mitglied der Wissenschaftlichen Kommission des Landes Niedersachsen
- 1998–2001 Mitglied in der ständigen Kommission für Planung und Organisation der HochschulRektorenKonferenz (HRK),
- 2000–2001 Präsident der Fachhochschule Oldenburg/Ostfriesland/Wilhelmshaven

## Schriften (Auswahl)
- Molkerei-Ingenieur …? Mann, Hildesheim 1974, DNB 750388617.
- Ziele und Zielkontrollen in Genossenschaften. Haag und Herchen, Frankfurt/Hannover 1985, ISBN 3-88129-932-7.
- Ein Stufenmodell zur Professorenbesoldung an Fachhochschulen: Stand der Überlegungen und Vorschlag zur Einführung der W-Besoldung an der Fachhochschule Hannover. In: Detlef Müller-Böling (Hrsg.): Leistungsorientierte Professorenbesoldung : Grundlagen, Weichenstellungen, Optionen. Gütersloh 2003, ISBN 3-89204-696-4, S. 201–225.